# Bolszoj Jałoman
Bolszoj Jałoman (ros. Большой Яломан) – wieś w Rosji, w Republice Ałtaju, w rejonie ongudajskim. W 2010 liczyła 254 mieszkańców.